# Середньоаскарово
Середньоаска́рово (рос. Среднеаскарово) — село у складі Сарактаського району Оренбурзької області, Росія.

## Населення
Населення — 69 осіб (2010; 85 у 2002).
Національний склад (станом на 2002 рік):
- башкири — 86 %